# ژان کاپله
ژان کاپله (به انگلیسی: Jean Capelle) بازیکن فوتبال اهل بلژیک و عضو تیم ملی فوتبال بلژیک است که در تاریخ ۲۹ مارس ۱۹۳۱ میلادی اولین بازی ملی‌اش را مقابل تیم ملی فوتبال هلند انجام داد. او در ۳۴ بازی ملی حضور داشت و جمعاً ۳۰۰۵ دقیقه برای تیم ملی فوتبال بلژیک به میدان رفت. ژان کاپله آخرین بازی ملی خود را در تاریخ ۱۸ مه ۱۹۳۹ میلادی در برابر تیم ملی فوتبال فرانسه انجام داد. وی در بازی‌های ملی‌اش ۱۹ گل به ثمر رساند.